# 神户市护理大学短期大学部
神户市护理大学短期大学部（日语：／ Kobeshi Kango Tankidaigakubu *）是过去一所位于日本兵库县神户市中央区的公立短期大学。前神户市立护理短期大学（日语：／ Tenri Tankidaigaku *）。

## 概要

### 简介
- 学校最早可以追溯到于1959年[1]。短期大学为于1981年开办[1]、由神户市经营。招生到于2002年、停办于2007年[2]。

### 历史
- 1981年 神户市立护理短期大学成立并同时设置两个学科、以下列举。
  - 第一护理学科[注 1]
  - 第二护理学科[注 2]
- 1996年 改校名为神户市护理大学短期大学部
- 2002年 招生最后、次年停止招生（正式停办于2007年12月21日[2]）。

## 学校环境
- 校区：在了兵库县神户市中央区

## 历任校长
- 河合慎吾：第一代短期大学校长[3]。

## 组织

### 学科
- 护理学科

### 前学科
| - 第一护理学科 - 第二护理学科 |

### 专科
| - 没有 |

### 业余课程
| - 没有 |

## 相关链接
- 日本短期大学列表